# Owen Willans Richardson
Owen Willans Richardson (Dewsbury, Yorkshire, 26 de abril de 1879 - Alton, Hampshire, 15 de febrero de 1959) fue un físico británico, ganador del Premio Nobel de Física en 1928.

## Biografía

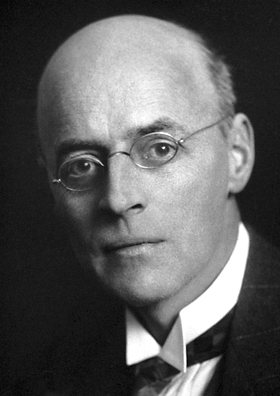
Owen Willans Richardson (1928)

Estudió en la Universidad de Cambridge, graduándose en el Trinity College en 1900.
De 1906 a 1914 fue profesor de física en la Universidad de Princeton, regresando a Inglaterra en dicho año, donde fue catedrático de física en la Universidad de Londres entre 1914 y 1924. Fue también director del Laboratorio de Física, así como profesor de investigaciones en Yarrow para la Royal Society. En 1920 fue galardonado con la medalla Hughes de la Royal Society (de la que ya era miembro), por sus trabajos en termoiónica, base del tubo de vacío.
Estableció las bases de la emisión termoiónica, como resultado de las investigaciones que realizó sobre la pérdida de electrones por los cuerpos calientes en el vacío. Fueron también importantes las investigaciones que realizó en los campos de la espectroscopia, la radiología y de la emisión fotoeléctrica. Una de sus aportaciones es la ley de Richardson o ecuación de Richardson-Dushmann (1901), 
según la cual: Si la radiación negativa es debida a los corpúsculos que salen del metal, la corriente de saturación {\displaystyle s} debe obedecer la ley {\displaystyle s=A\,T^{1/2}\,e^{-b/T}}
Entre sus escritos figuran The Electron Theory of Matter (1914), The Emission of Electricity from Hot Bodies (1916) y Molecular Hydrogen and Its Spectrum (1934).

## Reconocimientos
Richardson se convirtió en miembro de la Royal Society en 1913, y fue galardonado en 1920 con la Medalla Hughes, concedida por la Royal Society «por su trabajo en física experimental, y especialmente termiónica». Recibió el Premio Nobel de Física en 1928 por sus estudios sobre los fenómenos termoiónicos y, especialmente, por el descubrimiento de la ley que lleva su nombre. Fue nombrado caballero en 1939.

## Eponimia
- La Ley de Richardson
- El cráter lunar Richardson[4]